# Рауф
„Рауф“ (на турски: Rauf) е турски игрален филм от 2016 г. на режисьорите Сонер Джанер и Баръш Кая. Това е техният първи игрален филм.
Премиерата на филма е на 13 март 2016 г. по време на XX Международен филмов фестивал „София Филм Фест“ в Дом на киното. Включен е в Международния конкурс на фестивала и програма „Фокус Турция“.

## Актьорски състав
- Ален Гюрсой – Рауф
- Явуз Гюрбюз – Ахмет
- Мухамед Убич – Земан
- Шейда Сьозюер -Зана
- Вели Убич – Бедо